# Chiesa di San Donato a Mugnana
La chiesa di San Donato a Mugnana si trova nel comune di Greve in Chianti, in prossimità del Castello di Mugnana, dal quale si giunge alla chiesa dopo avere percorso una strada in salita che attraversa i campi (il Viottolone): in cima alla salita c'è un tabernacolo della Madonna. La strada prosegue per l'abitato del paese Chiocchio, la cui chiesa è Santa Maria a Chiocchio.

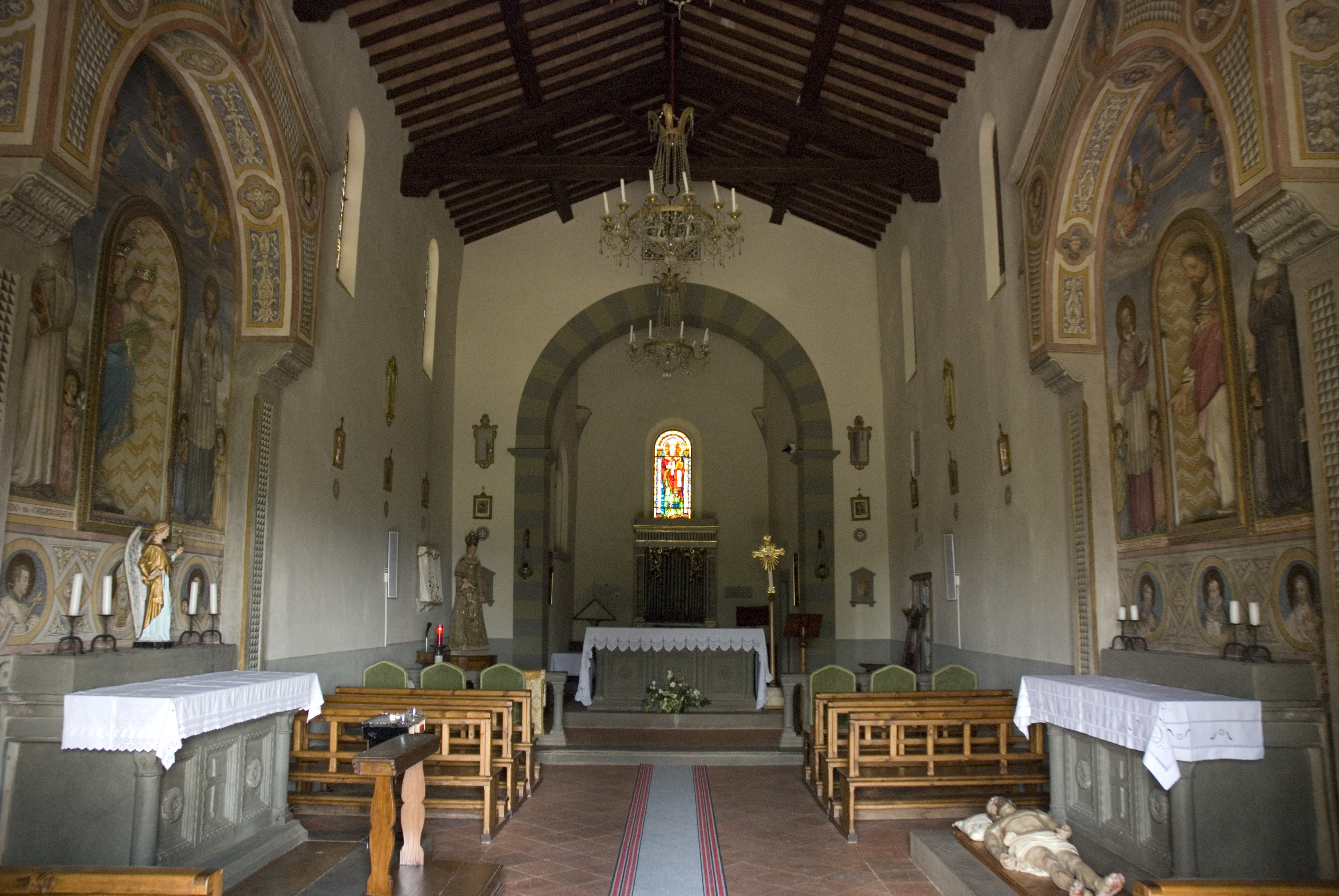
L'interno

## Storia
Sorge sul terreno che fu di proprietà dei Bardi di Vernio. Di si essa si ha notizia da documenti del XII secolo, ma fu costruita nell'anno Mille. Ha subito negli anni diverse ristrutturazioni, a partire dal Trecento, epoca nella quale alla Pieve fu dato uno stile romanico e, nel 1934 fu ricostruita. Non molto distante dalla chiesa c'è un piccolo cimitero che è stato ristrutturato in epoca recente. 

## Descrizione
La chiesa presenta all'esterno, sopra il portale d'ingresso, una lunetta che raffigura la Madonna.
All'interno è composta da un'unica navata, altari in pietra serena alle pareti laterali, lungo le quali si trova anche la Via Crucis, l'altare maggiore, un organo. In essa sono custodite le reliquie di San Primo martire e reliquiari nella sagrestia. Ci sono affreschi che rappresentano San Francesco di Sales, Santa Margherita, San Giovanni Bosco,San Bernardo di Chiaravalle, San Girolamo, Sant'Ambrogio, San Gregorio e Sant'Agostino, ma non se ne conosce l'autore; nella canonica: San Donato, San Gregorio Magno e Clemente VII, opere di Nicodemo Ferrucci e la Guarigione del cieco nato del Sagrestani. Altri arredi sono costituiti da sei specchi con cornice dorata, un busto ligneo di San Donato.
La chiesa conserva anche un capitello erratico con figure (deteriorate agli angoli) di caproni e motivi simbolici (fiori stellati, palmette).
Da questa chiesa proviene un dipinto che adesso si trova nella chiesa di Santa Maria a Chiocchio, dipinto che fu commissionato da Carlo Bardi di Vernio, letterato, iscritto tra gli Accademici Apatisti e della Crusca. Nella parte inferiore di questo quadro c'è l'iscrizione: Carolus comes Vernii donavit 1616 e, più in basso: Et Jacobus Pecci P.1815 restauravit. Esso rappresenta il Riposo della fuga in Egitto, con la Vergine seduta sotto l'albero e il Bambino nelle sue braccia, San Giuseppe appoggiato ad un muretto; lo sfondo è rappresentato da monumenti, colonne, mentre in primo piano si vede una cesta con panni. Questo dipinto è una copia della Sacra Famiglia di Andrea del Sarto che si trova nella Galleria Barberini di Roma ed è attribuito alla Scuola Toscana.

## Galleria d'immagini

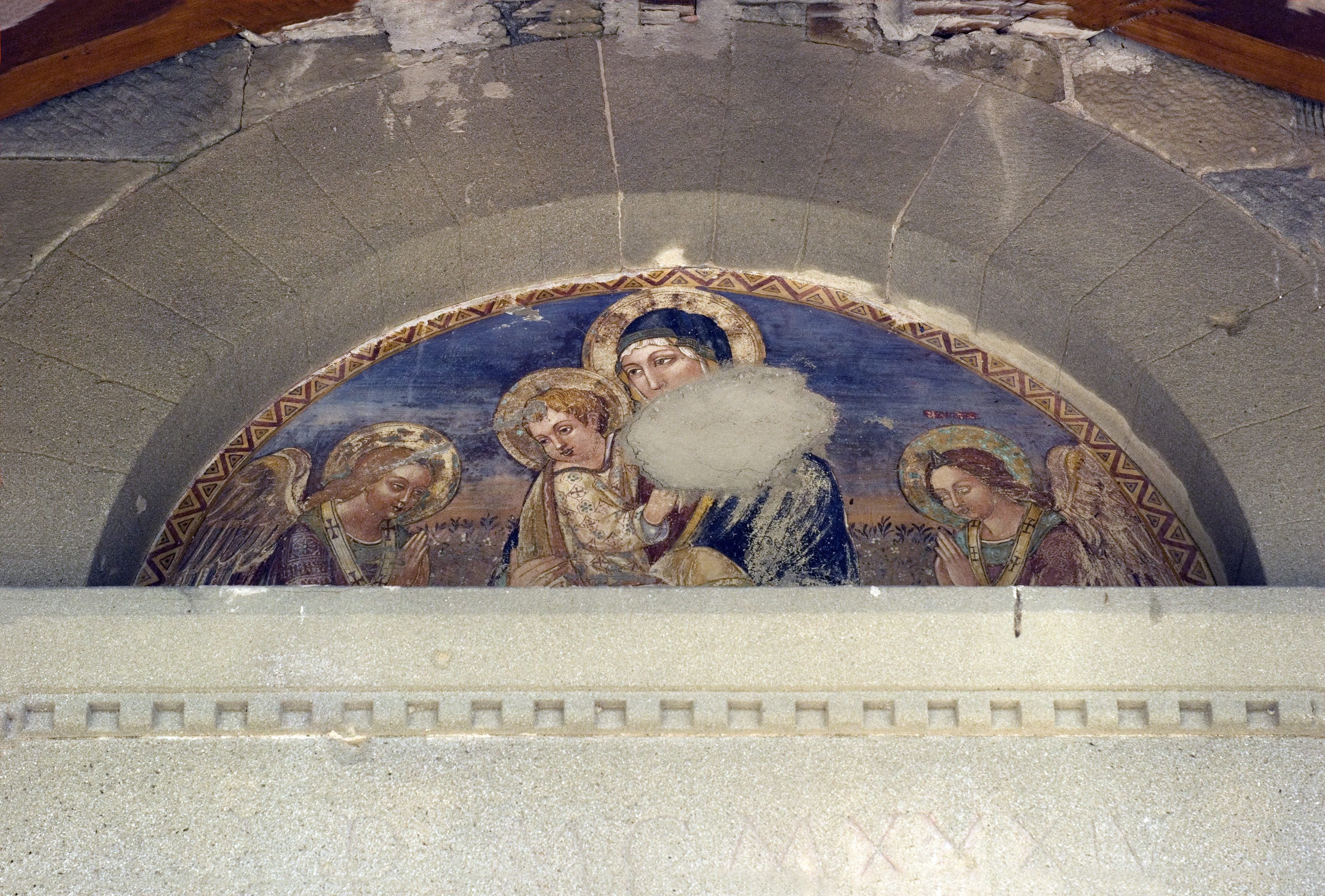
La lunetta posta sopra l'ingresso
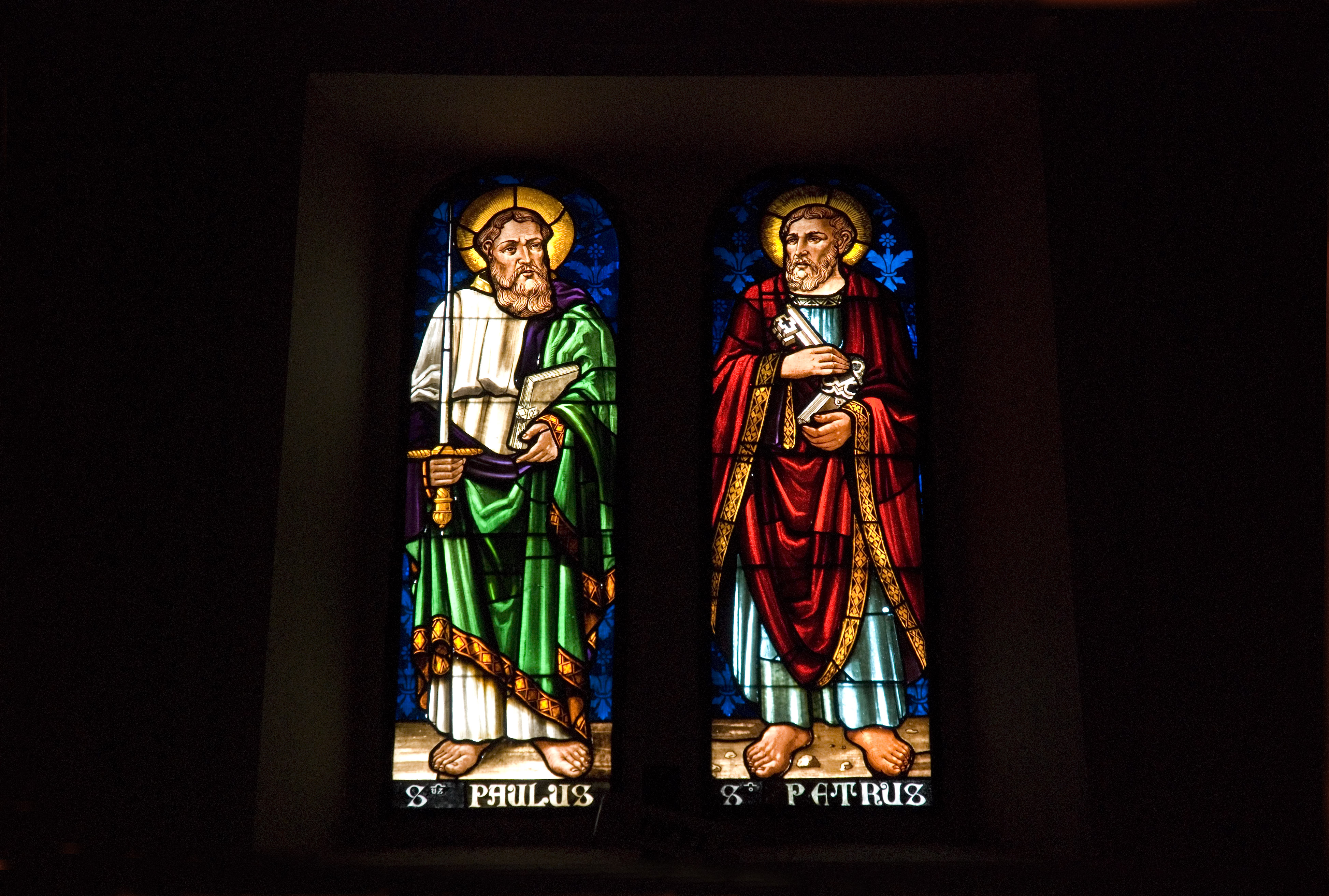
Finestra
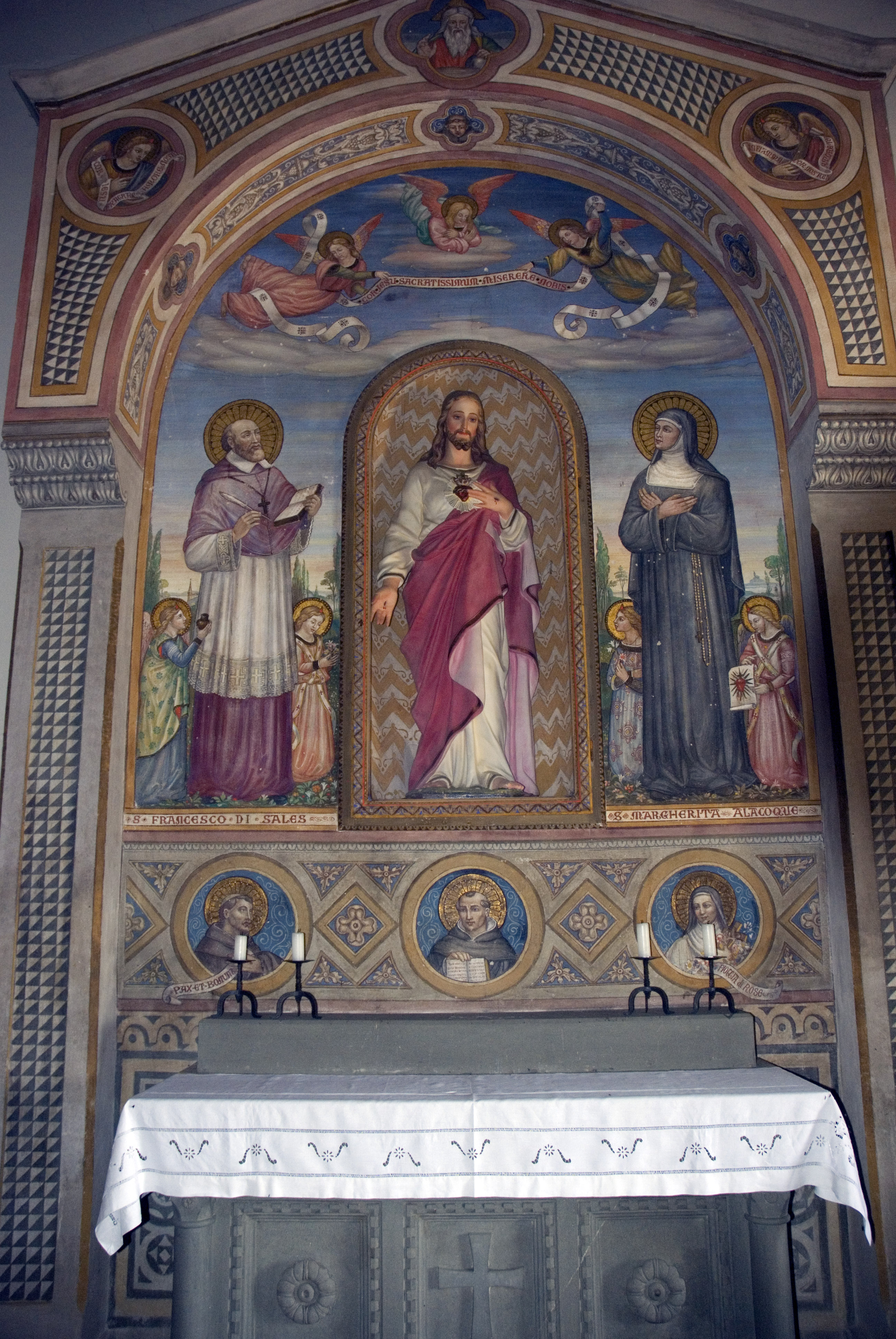
Altare Destro
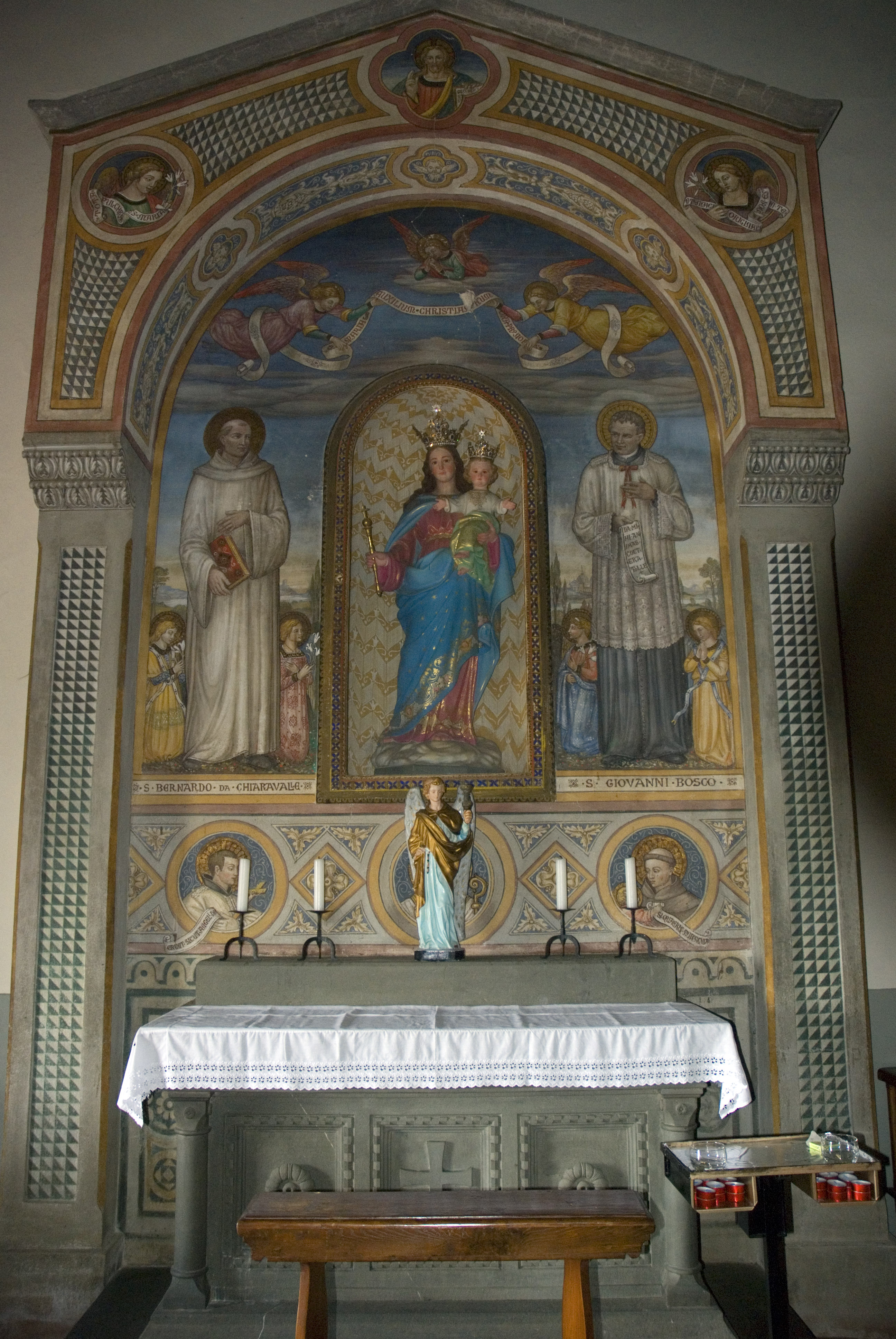
Altare Sinistro